# Raffles Hotels and Resorts
Raffles Hotels & Resorts est une marque d’hôtels de luxe, fondée à Singapour et détenue par le groupe Accor. L’histoire de Raffles Hotels débute en 1887 avec l’inauguration de l'hôtel Raffles de Singapour. À l’approche des années 2000, la société Raffles se développe dans le monde et rachète Swissôtel en 2001. Raffles gère 11 hôtels dans 10 pays.

## Historique

### Origines: Raffles Hotel
Le Raffles Hotel est un hôtel emblématique de Singapour qui ouvre ses portes en 1887, et emprunte son nom au fondateur de la ville, Thomas Stamford Raffles.
Cent ans plus tard, en 1989, Raffles Hotels & Resorts est créée pour restaurer, réaménager et gérer le Raffles Hotel. La société s'engage aussi dans le projet de développement immobilier Raffles City conçu par Ieoh Ming Pei dans le Downtown Core de Singapour et comprenant deux hôtels.

### Développement international
En 1997, la société Raffles restaure le Grand Hotel d'Angkor à Siem Reap au Cambodge, et amorce ainsi le lancement international de la marque. Par la suite, Raffles Hotels et Resorts élargit son portefeuille de propriétés: le  Brown's Hotel à Londres et l'Hôtel Vier Jahreszeiten à Hambourg. En Octobre 2000, Raffles International s'implante en Amérique du Nord avec l'acquisition de L'Ermitage Beverly Hills, situé à Burton.
En mai 2001, la société Raffles Holdings achète Swissôtel, ce qui porte son réseau d’hôtels à 38 adresses dans 17 pays. Le 1er janvier 2002, le Raffles The Plaza ouvre ses portes au Raffles City de Singapour. Le Raffles Canouan Island Resort ouvre aux îles Grenadines en 2004. Avec l’ouverture du Raffles Dubaï en 2007, l’enseigne signe sa première adresse au Moyen-Orient.

### Investisseurs et accélération
En juillet 2005, le fonds d'investissement privés américain Colony Capital rachète Raffles Hotels & Resorts. Puis en mai 2006, Colony Capital s'associe au groupe saoudien Kingdom Hotels International pour acheter Fairmont Hotels and Resorts. L'ensemble des marques est regroupé sous une nouvelle entité nommée Fairmont Raffles Hotels International.
En 2010, Raffles ouvre son premier hôtel en Europe, le Raffles Royal Monceau Paris, avec un design signé Philippe Starck, et son deuxième hôtel au Moyen-Orient, le Raffles Makkah Palace en Arabie saoudite. Le Raffles Praslin Seychelles ouvre en 2011 et le Raffles Hainan en 2013. En 2014, Raffles lance le Raffles Istanbul, son premier hôtel en Turquie, et en 2015, le Raffles Jakarta ouvre en Indonésie.
En décembre 2015, AccorHotels annonce son intention d'acquérir le groupe Fairmont Raffles Hotels International (FRHI) qui comprend les hôtels Raffles, permettant ainsi au groupe hôtelier français d’accroître sa présence sur le marché de l’hôtellerie de luxe,. Cette mesure devient effective en juillet 2016.
En 2017, AccorHotels annonce que le Old War Office (Bureau de la Guerre) de Londres sera transformé en hôtel de luxe et ouvrira sous l’enseigne Raffles ainsi que l'ouverture pour 2018 du Raffles Europejski Warsaw (Varsovie).

## Activités
Raffles Hotels & Resorts gère 11 hôtels dans 10 pays. L’entreprise a son siège à Singapour. Raffles fait partie du portefeuille de marques d’hôtels de luxe du groupe Accor.

## Propriétés
Les propriétés Raffles Hotels & Resorts :
| Photo des propriétés | Nom                          | Ville      | Pays                | Géré par Raffles depuis |
| -------------------- | ---------------------------- | ---------- | ------------------- | ----------------------- |
|                      | Raffles Makkah Palace        | La Mecque  | Arabie saoudite     | 2010                    |
|                      | Raffles Makkah Palace        | Manama     | Bahreïn             | 2023                    |
|                      | Raffles Grand Hotel d’Angkor | Siem Reap  | Cambodge            | 1997                    |
|                      | Raffles Hotel Le Royal       | Phnom Penh | Cambodge            | 1997                    |
|                      | Raffles Hainan               | Hainan     | Chine               | 2013                    |
|                      | Raffles Shenzhen             | Shenzhen   | Chine               | 2019                    |
|                      | Raffles Dubaï                | Dubaï      | Émirats arabes unis | 2007                    |
|                      | Raffles Boston Back Bay      | Boston     | États-Unis          | 2023                    |
|                      | Raffles The Palm Dubaï       | Dubaï      | Émirats arabes unis | 2021                    |
|                      | Le Royal Monceau Raffles     | Paris      | France              | 2008                    |
|                      | Raffles Udaipur              | Udaipur    | Inde                | 2021                    |
|                      | Raffles Jakarta              | Jakarta    | Indonésie           | 2015                    |
|                      | Raffles Bali                 | Jimbaran   | Indonésie           | 2020                    |
|                      | Raffles Maldives Meradhoo    | Gaafu Alif | Maldives            | 2019                    |
|                      | Raffles Makati               | Manilla    | Philippines         | 2012                    |
|                      | Hotel Europejski             | Varsovie   | Pologne             | 2018                    |
|                      | Raffles Doha                 | Doha       | Qatar               | 2022                    |
|                      | Raffles London at the OWO    | Londres    | Royaume-Uni         | 2023                    |
|                      | Raffles Praslin              | Praslin    | Seychelles          | 2011                    |
|                      | Raffles Singapore            | Singapour  | Singapour           | 1887                    |
|                      | Raffles Istanbul             | Istanbul   | Turquie             | 2015                    |